# Laurens Praalder

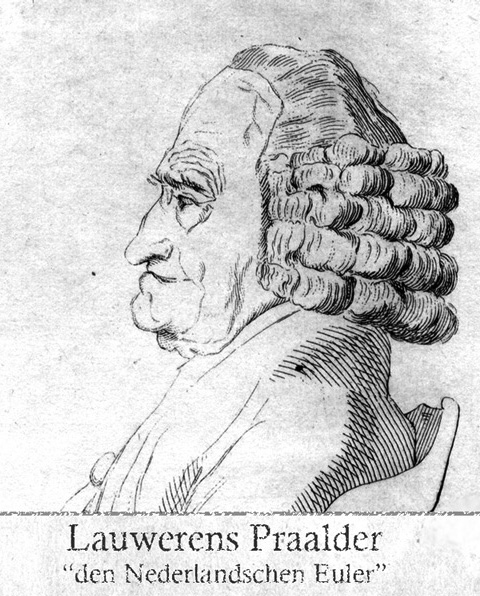
Laurens Praalder 81 jaar oud, getekend in 1792

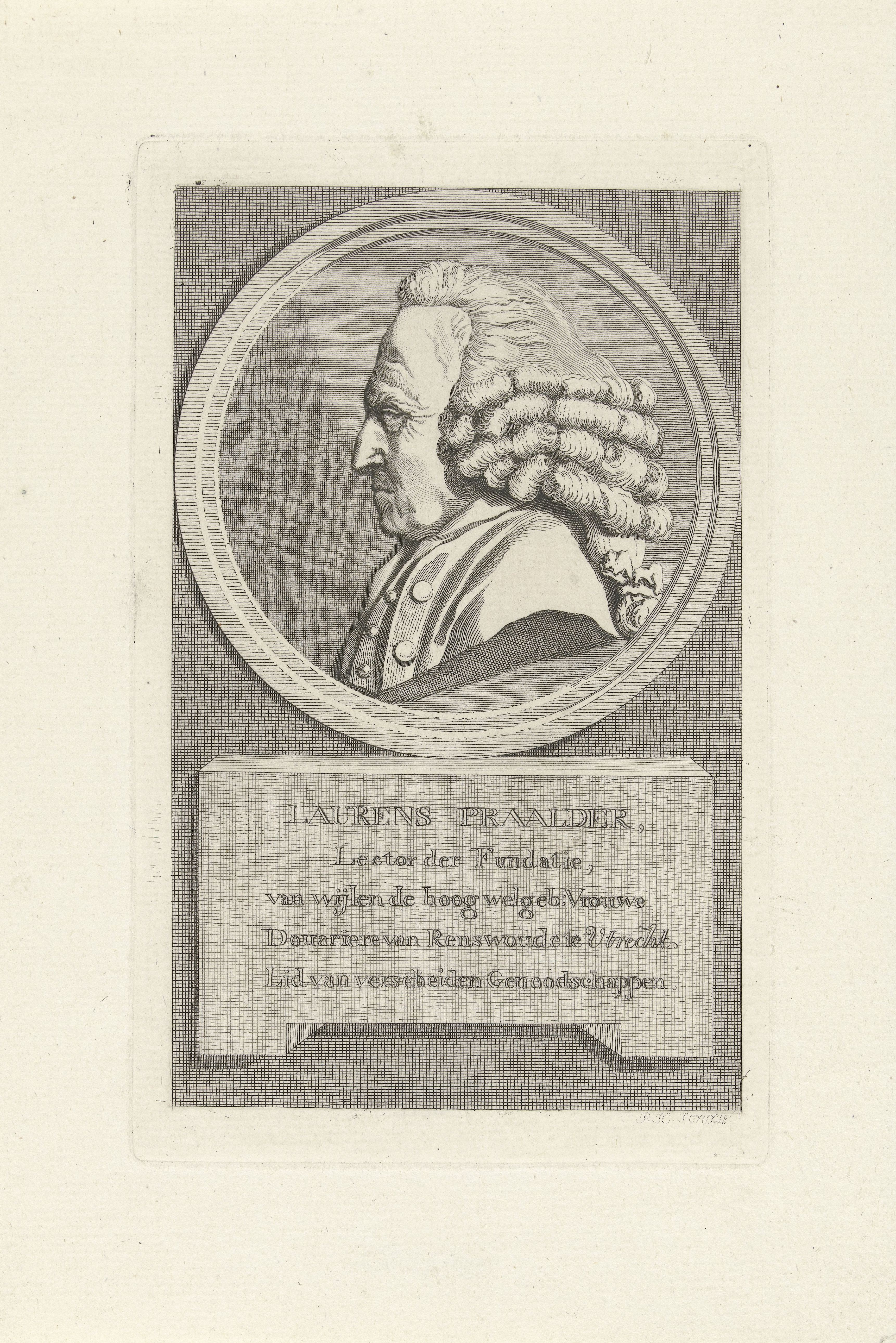
De tekst onder dit door de graficus Pieter Hendrik Jonxis (1757-1843) in 1778 vervaardigde medaillon luidt: "LAURENS PRAALDER, / Lector der Fundatie, van wijlen de hoogwelgeb: Vrouwe / Douariere van Renswoude te Utrecht. / Lid van verscheiden Genootschappen"

Laurens Praalder (Schagen, 6 september 1711 – Utrecht, 18 april 1793, bijgezet in de Geertekerk Utrecht op 24 april 1793, ook wel Lauwrens Praalder, Lauwerens Praalder of Lauwerens Praelder, en door sommige bewonderaars ook wel bijgenaamd "den Nederlandschen Euler") was een Nederlands wiskundige, en daarnaast ook bouwmeester, cartograaf en leermeester in de navigatie.

## Levensloop

### Leraar in Zuidschermer
Praalder begon als leraar in Zuidschermer.

### Leermeester aan het Zeemanscollege te Rotterdam
Daarna werd hij van 1751-1761 leermeester in de stuurmanskunde en de wiskunde. Tevens "Examinateur voor de Stuurlieden te Rotterdam" (daartoe aangesteld door de Admiraliteit van de Maze, deels betaald door Rotterdamse Kamer van de Vereenigde Oostindische Compagnie, VOC), en dreef zodanig het Zeemanscollege te Rotterdam. Financiële problemen ontstonden bij hem, toen de VOC zijn salaris niet volledig uitbetaalde.

### Lector aan de Fundatie te Utrecht
Vervolgens werd hij Lector bij de "Fundatie der Douarière Baronesse Van Reede, Vrijvrouwe van Renswoude" (zoals deze stichting toen heette), te Utrecht, (op aandringen van de Utrechtse hoogleraar Hieronymus Simonsz. van Alphen, de grootvader van de gelijknamige dichter, en de burgemeester en VOC bestuurder Gerard Aarnout Hasselaar) van augustus 1761 tot 1 november 1792. De Fundatie was in 1757 gesticht na uitvoering van het testament van Maria Duyst van Voorhout, vrijvrouwe van Renswoude en werd in eerste aanleg geleid door een verlicht regentenbestuur. Het was oorspronkelijk een instelling die hoogbegaafde wezen een opleiding bezorgde. De Fundatie had ook vestigingen in Delft en Den Haag, waar hij tevens examinator was.
Als docent hechtte Laurens Praalder belang aan een grondige basisvorming in de Wiskunde, en de koppeling die hij vandaar uit maakte naar de praktijkopleidingen van de kwekelingen van de Fundatie was gericht op het bieden van kennis die de alumni in staat zou stellen een bijdrage te leveren aan de vooruitgang binnen de beroepen waarvoor zij werden opgeleid.
De familie Praalder woonde op de Nieuwegracht in het huis 'Onder de Linden'.

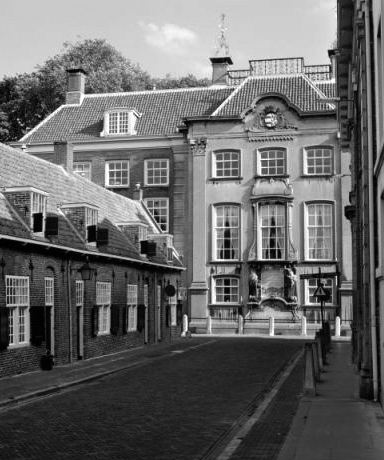
Het gebouw van de Fundatie van de Vrijvrouwe van Renswoude aan de Agnietenstraat 3-5 te Utrecht.

### Wiskundeleraar van Belle van Zuylen
Belle van Zuylen kreeg van Praalder les in de door hem verder ontwikkelde Cartesiaanse wiskunde. Als enige vrouw in haar tijd volgde zij lessen aan de Universiteit van Utrecht, omdat vrouwen in die tijd officieel niet ingeschreven konden staan aan de universiteit kreeg ze lessen bij Praalder thuis, in de Fundatie van de Vrijvrouwe van Renswoude in de Agnietenstraat in Utrecht.

Belle schreef enkele jaren na zijn dood over Praalder in haar roman "Trois Femmes" (1795) als het personage van "de heer Praal", in een verhaal met aspecten die op waarheid berusten. Het verhaal verwijst naar Belle van Zuylens mening dat als je in God gelooft, het niet uitmaakt of je katholiek of protestant bent.
In Trois Femmes van Belle van Zuylen doet de heer Praal een bekentenis; op een dag stellen de oudste leerlingen die graag met hun wiskundeleraar praten, hem de vraag welke godsdienst hij belijdt. Tot hun niet geringe schrik luidt zijn antwoord: "Geen enkele".
De studenten waren hierover zo verbaasd dat ze erover spraken met de kasteelheer Theobald. Deze begripvolle en vooruitstrevende man probeerde zijn pupillen gerust te stellen door erop te wijzen dat Praal uit een land komt met tal van geloofsovertuigingen en waarschijnlijk alleen heeft bedoeld geen katholiek, calvinist of lutheraan te zijn, terwijl er nog zoveel andere richtingen bestaan. De meeste mensen willen nu eenmaal graag dat iedereen een bekende, algemeen aanvaarde religie aanhangt; het zou Praal toch wel moeilijkheden kunnen bezorgen, wanneer zijn opvatting bekend werd. Theobald stelde de leerlingen daarom voor de keuze hun leraar te houden en er het zwijgen toe te doen, ofwel het risico te lopen dat hij ontslagen zou worden. Omdat de leerlingen erg op Praal gesteld waren, gaven zij er de voorkeur aan over het incident te zwijgen. Theobald liet daarop aan Praal weten dat hij in het vervolg de kwestie van de religie niet meer mocht aanroeren. De leraar antwoordde dat hij van nature niet spraakzaam is, zoals de meeste van zijn landgenoten, en dat hij niets zegt als hem niets wordt gevraagd.

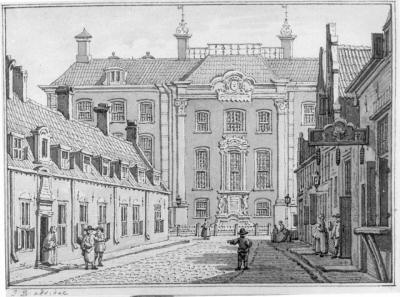
Gezicht vanuit de Lange Nieuwstraat te Utrecht op de voorgevel van de Fundatie van de Vrijvrouwe van Renswoude, met links de voorgevels van de Beyerskameren, getekend door Jan Bulthuis in 1789.

In een brief van 25 februari 1764 aan Constant d'Hermenches schreef Belle van Zuylen over Praalder:
"[..] ik bestudeer met de grootste ijver alle eigenschappen van de kegelsneden. Mijn leermeester, die niemand naar de mond praat, ook niet uit beleefdheid, heeft me gezegd dat hij nooit iemand met méér aanleg en evenmin ooit zulke snelle vorderingen heeft meegemaakt. Hij was vroeger schoolmeester in Noord-Holland, door zijn bekwaamheid is hij examinator geworden bij de marineofficieren in Rotterdam, nu geeft hij wiskundeles in een huis dat is opgericht door een rijke dame met de bedoeling onderricht te geven in de vrije kunsten aan begaafde kinderen uit het weeshuis. Mijn leermeester is ondanks zijn boerse uiterlijk een heel kundig man, en daarbij zo gelukkig, zo eenvoudig, zo bescheiden dat hij een goede dunk geeft van de natuurwetenschap. Mijn respect voor hem is evenredig aan de mate waarin hij zichzelf wegcijfert, en we brengen elke dag samen een paar uur door …[…] ik weet wel dat ik na een paar uur wiskunde open van geest en vrolijker van hart word. Ik verbeeld me dat ik beter slaap en eet als ik duidelijke en onbetwistbare waarheden gezien heb, dat troost me voor de duisterheden van de godsdienst en de metafysica, of liever gezegd, het doet me die vergeten; het stelt me gerust dat er tenminste iets op deze wereld zeker is."

### Oprichter van hetProvinciaal Utrechtsch Genootschap van Kunsten en Wetenschappen
In januari 1773 heeft Praalder met mr. Johannes van Haeften (1743-1812, advocaat voor "den Edelen Hove Provinciaal" van Utrecht) het "Konst-Genootschap binnen Utrecht onder de zinspreuk Besteedt den Tijd, met Konst en Vlijt" opgericht.
Aanvankelijk werd met 'Konsten' de kunst van het beoefenen van wis- en natuurkunde met het oog op praktische toepassingen bedoeld. Pas veel later werd ook het bevorderen van de 'Schone Kunsten' als doel van het Genootschap gezien.
Praalder was de eerste president van het genootschap.
Het genootschap heeft in de loop der tijd een aantal namen gehad; het genootschap werd in 1778 omgedoopt tot "Provinciaal Utrechtsch Genootschap van Konsten en Wetenschappen en enige jaren daarna tot "Provinciaal Utregtsch Genootschap van Kunsten en Wetenschappen", daarna tot "Provinciaal Utrechtsch Genootschap van Kunsten en Wetenschappen", en vervolgens tot (de huidige naam) "Provinciaal Utrechts Genootschap van Kunsten en Wetenschappen".
De (tweede) titel "Provinciaal Utrechtsch Genootschap van Konsten en Wetenschappen" werd eerst verkregen, na een jarenlang door Praalder uitgevochten dispuut met de Staten van Utrecht, die aanvankelijk weinig ingenomen waren met de opzet en het reglement van het genootschap. De Staten waren bijzonder geprikkeld door de restrictie wegens het bepaalde in artikel 1 van de "Wetten" van het Genootschap, waarin de godgeleerdheid als onderwerp van studie werd uitgesloten.
Ondanks het feit dat deze beperking onverminderd gehandhaafd bleef, werd het beoogde predicaat "Provinciaal" uiteindelijk toch verkregen (al werd Praalders overwinning al in minder dan vijf jaar verloochend, toen het predicaat wegens politieke redenen in 1798 weer (tijdelijk) verviel).
Het Genootschap telde zowel binnenlandse of gewone als buitenlandse leden. Het Genootschap heeft zich steeds tot doel gesteld, de beoefening van kunsten en wetenschappen te bevorderen. Het deed dit onder andere door het jaarlijks uitschrijven van prijsvragen, waaraan iedereen kon deelnemen, uitgezonderd de leden van het college van directeuren. De bekroonde prijsverhandelingen werden in de Verhandelingen van het Genootschap opgenomen.
- Ondertussen hadden Laurens Praalder en Johannes van Haeften in 1786 het Utrechtse departement van de Maatschappij tot Nut van 't Algemeen opgericht, dat als doel had het verbeteren van het volksonderwijs.
- Hij werd lid van de Hollandse Maatschappij der Wetenschappen na de publicatie van zijn boek over Wiskunde in 1753.
- Hij was lid van het Wiskundig Genootschap

## Bibliografie

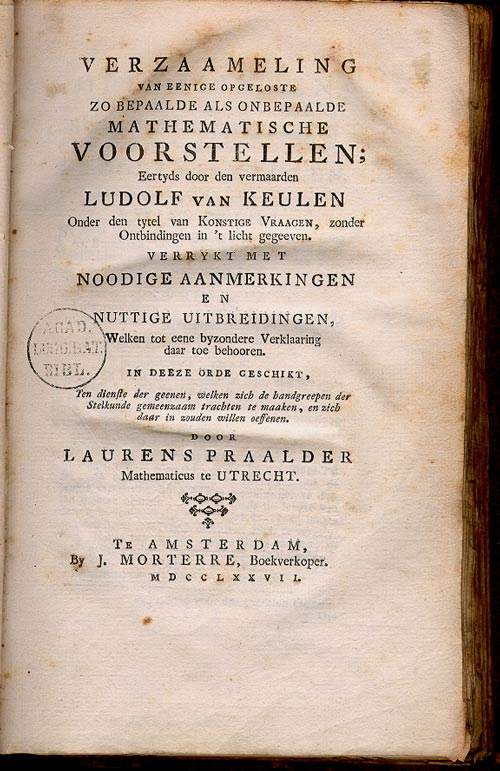
Voorblad van het boek uit 1777 van Laurens Praalder, "Mathematicus te Utrecht"